# Aegiochus laevis
Aegiochus laevis is een pissebed uit de familie Aegidae. De wetenschappelijke naam van de soort is voor het eerst geldig gepubliceerd in 1884 door Studer.